# Tteokguk
Tteokguk (koreanisch: 떡국) ist eine koreanische Reiskuchensuppe. Sie wird traditionell an Seollal (설날), dem koreanischen Neujahrsfest, serviert.

## Namenszusammensetzung
Die erste Silbe des Wortes Tteok (떡) bedeutet Reiskuchen und die zweite Silbe Guk (국) steht für Suppe.

## Tradition und Glaube
Das Essen der Tteokguk ist traditionell mit Seollal, dem koreanischen Neujahrsfest verbunden. Hauptbestandteil der Suppe ist der in ovalen Scheiben geschnittene Reiskuchen. Die Form der Scheiben symbolisiert einerseits den Wunsch nach einem langen Leben und anderseits, der Fantasie folgend Geldmünzen gleich, den Wunsch nach Vermögen und Wohlstand. Mit dem Essen der Suppe hofft man auf ein gutes neues Jahr und glaubt, der koreanischen Alterszählweise zufolge, dass man an diesem Tag mit dem Verzehr der Suppe ein Jahr älter geworden ist.

## Herstellung
Der Reiskuchen für die Suppe wird aus Klebreismehl hergestellt. Dazu wird zu feinem Pulver zermahlener Klebreis zusammen mit heißem Wasser vermischt und zu einem Teig geknetet, der in eine zylindrische Form gebracht wird. Heute stellt man dafür den Reiskuchen in dieser Form nicht mehr selber her, sondern kauft den Garaetteok (가래떡) genannten Reiskuchen im Supermarkt.
Für die Suppe, die aus einer Fleischbrühe besteht, wird Garaetteok schräg geschnitten, sodass ovale Scheiben entstehen. Diese werden zusammen mit Rindfleischstreifen, Zwiebeln, Knoblauch und Frühlingszwiebeln in die kochende Fleischbrühe gegeben. Abgeschmeckt wird die Suppe mit Sojasauce, Salz und Pfeffer und vor dem Servieren mit Streifen aus Rindfleisch, Ei, Frühlingszwiebeln und Gim (getrockneten Meeresalgen) garniert. Beliebt ist auch das Hinzufügen von Mandu, einer gefüllten Teigtasche.